# Cactosoma arenarium
Cactosoma arenarium is een zeeanemonensoort uit de familie van de Halcampidae. De wetenschappelijke naam van de soort is voor het eerst geldig gepubliceerd in 1931 door Carlgren.